# Баакуба
Бааку́ба (араб. بعقوبة‎ от арам. Bet Yaqub — дом Иакова) — город в Ираке, является центром мухафазы Дияла.
Расположен в 50 км к северо-востоку от Багдада, находится на реке Дияла. По состоянию на 2008 год население города составляло 411 867 человек.
Город связан железной дорогой с Багдадом.
В доисламские времена город был одним из местных центров сельского хозяйства и торговли. Служил в качестве промежуточной станции между Багдадом и Хорасаном на средневековом Шелкового Пути. Во время халифата Аббасидов город был известен своими финиками и фруктовыми садами.
В настоящее время известен как центр выращивания апельсинов.

## История

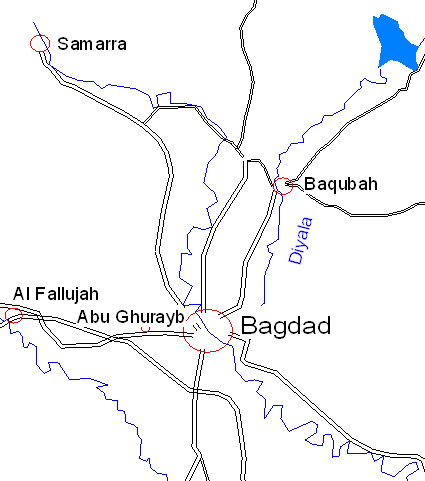
Карта с изображением Баакубы и Багдада

Город был использован в качестве лагеря для ассирийских беженцев, спасающихся от геноцида. Лагерь беженцев был создан за пределами города и вмещал от 40 000 до 50 000 человек.
В ходе возглавляемой США оккупации Ирака Баакуба стала местом тяжелых боев с партизанами, наряду с суннитскими анклавами Фаллуджа и Рамади.
- 8-13 апреля 2004 года: в рамках шиитского восстания Армия Махди попыталась взять город. Американские танки начали патрулировать улицы, а артиллерия и ВВС коалиционных сил провели обстрелы позиций боевиков за чертой города.
- 17-19 июня 2004 года: отряд из примерно 200 боевиков атаковали американский патруль в пригороде Баакубы Бурхиз. Бои шли в течение трех дней подряд, разгораясь в светлое время суток и угасая ночью.
- 24 июня 2004 года: в последний день восстания шиитские повстанцы ночью атаковали американский механизированный взвод пехоты, патрулировавший окраину города. Под огнём противника взвод отступил на юг, где попал в засаду и продолжил движение на восток, в сторону моста через реку Дияла, расположенной примерно в центре города. При подходе к центру города патрульные получили подкрепление и начали контрнаступление. Город фактически оказался поделен на два сектора с рекой Дияла в качестве разделительной преграды: западная часть контролировалась американцами, восточная — повстанцами. При поддержке танкового взвода и авиации, сбросившей в 8-00 утра две 500-фунтовые бомбы на выявленные вражеские позиции (одну — на стадион, вторую — в непосредственной близости от кампуса университета) американские войска перешли в наступление. Бои достигли своего пика примерно к 10-00 по местному времени, отдельные стычки продолжались до заката. Ответственность за нападение взял на себя лидер организации Джамаат ат-Таухид валь-Джихад Абу Мусаб аз-Заркави.
- 15 ноября 2004 года: в то время как коалиционные силы сражались с повстанцами в Фаллудже, мелкие группы боевиков воспользовались ситуацией и провели скоординированные атаки на город и его окрестности, в частности на полицейские участки в Бухризе и Муффреке. Рано утром, сразу после восхода солнца, повстанцы попытались уничтожить один из двух основных мостов через реку Дияла. На опорах моста были размещены заряды, но их мощность оказалась недостаточной, и мост устоял. В течение дня инженеры армии США провели экстренный ремонт моста, который позволил танкам проследовать по нему. Сразу же после неудачи диверсии повстанцы отступили, а американские войска начали прочесывание города на случай обустройства повстанцами засад, однако их не обнаружили.
- 7 июня 2006 года: в ходе американского авиаудара убит Абу Мусаб аз-Заркави, бывший лидер Аль-Каиды в Ираке, недалеко от Баакубы, к северо-востоку от Багдада[4].
- 26 июня 2006 года: по крайней мере 25 человек погибли в результате взрыва заминированного велосипеда в городе.

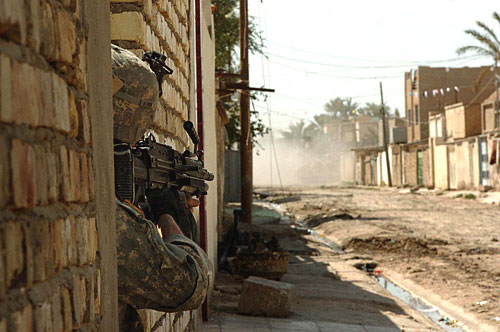
Бои в Баакубе, март 2007.

- Бои в Баакубе, март 2007.26 октября 2006 года: повстанцы устроили засаду на полицейский патруль, убив 24 полицейских и одного гражданского. Восемь боевиков были убиты в последующем бою с полицией и войсками США.
- 29 ноября 2006 года: стычки между полицией и боевиками после нападения на штаб-квартиру полиции приводит к «закрытию» города: закрыт университет, школы и большинство магазинов, введен комендантский час. По крайней мере 55 боевиков были убиты в столкновениях.
- К концу 2006 года Баакуба и значительная часть провинции Дияла перешла под контроль суннитских повстанцев[5]. 2 декабря 2006 года: США и иракские силы безопасности начинают наступление на город в ответ на бои, которые шли в городе в течение недели между суннитскими повстанцами и полицией.
- 3 января 2007 года иракское правительство в Баакубе пало, оставив город в руках повстанцев, боровшихся против американского присутствия в Ираке. В январе 2007 года было сообщено, что суннитские повстанцы смогли похитить мэра города и взорвать его офис, несмотря на уверения американских и иракских военных чиновников, что ситуация в городе «обнадеживает и находится под контролем»[6]. В феврале 2007 года город превратился в «город-призрак»: большинство из 460 000 жителей либо бежали из города из-за угрозы насилия на религиозной почве, либо прятались в подвалах своих домов[7].
- 19 июня 2007 года: американские войска начали новую масштабную операцию (Arrowhead Ripper) против иракских боевиков в Баакубе. В наступлении приняли участие около 10 000 солдат коалиции[8].
- 22 июня 2008 года: террористка-смертница привела в действие мощное взрывное устройство около здания администрации города и суда. 15 человек были убиты.
- 15 июля 2008 года: два террориста-смертника атаковали колонну новобранцев, убив 35 и ранив 50 человек.
- 8 октября 2008 года: террористка-смертница взорвала себя в здании суда, убив 9 (в том числе 5 иракских солдат) и ранив 17 человек.
- 16 октября 2008 года: город был обстрелян из миномета. Три снаряда, выпущенные по форпосту американских войск, убили двух солдат.
- 3 марта 2010 года: теракты трех смертников унесли жизни по меньшей мере 31 человека, десятки получили ранения. Третий взрыв произошел в главной городской больнице, куда поступили жертвы первых двух атак.
- 14 июня 2011 года: группа из шести боевиков и террористов-смертников, одетых в полицейскую форму, напала на здание провинциального совета в центре Баакубы. Штурм начался около 9:20 утра после подрыва заминированного автомобиля у ворот здания. Пока полиция и силы безопасности Ирака проводили штурм, другие боевики напали на контрольно-пропускной пункт. В итоге 4 гражданских лиц и 3 полицейских погибли, 5 из нападавших были убиты, а один взят в плен.
- 10 августа 2015 года: террорист-смертник на автомобиле подорвал себя возле Баакубы, убил 30 и ранив 40 человек. Ответственность за нападение взяла на себя организация Исламское государство.